# Woodland-periode
De Woodland-periode (Engels: Woodland period) is een archeologische periode en deel van de formatieve periode in het oosten van de Verenigde Staten en Canada. Ze begon aan het einde van de archaïsche periode, afhankelijk van de regio tussen 1000 en 500 voor Christus, het vroegst aan de zuidelijke Atlantische kust en later aan de bovenloop van de Mississippi. In de Great Plains wordt het begin soms zelfs gedateerd tot het begin van de christelijke tijdrekening. De periode eindigde, afhankelijk van de regio, vanaf de 11e tot het einde van de 12e eeuw. In het zuidoosten van de Verenigde Staten werd ze opgevolgd door de Mississippicultuur.
Typerend voor de Woodland-periode zijn kunstmatige heuvels genaamd mounds, die begonnen als kleine grafheuvels, maar later werden opgericht voor cultusdoeleinden en zich uiteindelijk in delen van het gebied ontwikkelden tot zogenaamde temple mounds, grote heuvels waarop cultusactiviteiten plaatsvonden.

## Periodisering
De Woodland-periode verschilt van de voorafgaande archaïsche periode in het wijdverbreide gebruik van aardewerk en het toenemen van landbouw, hoewel het zwaartepunt van de economie nog steeds op een nomadische manier van leven van jagers en verzamelaars lag.
De vroege Woodland-periode werd gekenmerkt door het leven in familiegroepen of kleine verbanden, die afhankelijk van het seizoen de beschikbare voedselbronnen volgden. De zomers werden doorgebracht aan het water, waar mosselen en vissen een groot deel van het dieet vormden, naast het begin van de teelt van pompoenen en zonnebloemen en het verzamelen van zaden van wilde rijst en andere eetbare planten. In de herfst en winter vormden de mensen grotere groepen en trokken ze, afhankelijk van de regio, naar de heuvels, waar ze leefden van de jacht en het verzamelen van eikels en ander fruit. Het belangrijkste wapen was de speer in combinatie met de speerwerper, en de projectielpunten waren recht. Het aardewerk was eenvoudig en dikwandig. De mounds van die tijd waren klein, rond en werden vaak nog, zoals in de voorafgaande archaïsche periode, met hematiet roodachtig gekleurd. De vroege fase eindigde tussen 300 en 100 v.Chr.
In de middelste Woodland-periode ontstond in het huidige Illinois de Hopewellcultuur, welke zich snel verspreidde over de vallei van de Ohio met een centrum in de buurt van het huidige Kansas City. Ze wordt gekenmerkt door intensieve handel over lange afstanden, waarvan het netwerk zich uitstrekte over het hele oosten van het Noord-Amerikaanse continent. Obsidiaan uit de Rocky Mountains, koper uit de Grote Meren, mica, galeniet, mosselschelpen, en vuursteen van hoge kwaliteit van bepaalde locaties zoals het Alibates-gebied werden verspreid over een groot gebied tussen Florida en de prairies. De speerpunten van die tijd waren plat en breed met scherpe randen, het aardewerk bleef dikwandig en was versierd met de afdrukken van gereedschappen en textiel. De mounds zijn wat groter geworden en kenmerken zich door zorgvuldig gemaakte welvingen.
De overgang naar de late Woodland-periode ligt grofweg tussen de jaren 300 en 700. De handel over lange afstand was vanaf ongeveer 200 in crisis, waarna de meeste gereedschappen van lokale materialen werden gemaakt. Het landgebruik veranderde in de richting van intensievere landbouw, maïs verspreidde zich over het gebied, en ook de tabaksteelt nam toe. De speer werd grotendeels vervangen door de jacht met pijl en boog. De oorzaak was een aanzienlijke toename van de bevolking en het daaropvolgende tekort aan traditionele voedselbronnen. Nieuwe aardewerkstijlen kenmerkten zich door de toevoeging van gemalen schelpen aan de klei om temperatuurspanningen tijdens het bakken te compenseren. hiermee werden dunnere wanden mogelijk, die werden versierd met indrukken van koorden en linten. In het zuiden werden de mounds groter, en aan de boven-Mississippi, in de overgangszone tussen de prairies en de Grote Meren verschijnen heuvels in figuurvormen. Typisch voor deze zogenaamde Effigy Mounds zijn diervormige beeltenissen van vogels, beren, panters en reptielen zoals hagedissen en slangen, en soms ook menselijke figuren.
In delen van het verspreidingsgebied ontstond rond het jaar 1000 de Mississippicultuur. In het noorden stortte de samenleving iets later in, waarbij slechts een paar dorpen stand hielden. Rond 1200 ontstond daar onder niet precies opgehelderde omstandigheden de Oneota.